# Need for Speed: Hot Pursuit 2
Need for Speed: Hot Pursuit 2 — шоста гра серії Need for Speed, видана у 2002 році компанією Electronic Arts. Є наступником гри 1998 року Need for Speed III: Hot Pursuit. Була розроблена EA Black Box для PlayStation 2 та EA Seattle для GameCube, Xbox та Windows. Це перша гра серії, створена для шостого покоління приставок. Це остання гра класичної ери Need for Speed. На відміну від минулої частини, гра не була випущена у Японії.
У грі представлені кілька популярних виконавців звукозапису свого часу, таких як Uncle Kracker, The Humble Brothers та Hot Action Cop. Need for Speed: Hot Pursuit 2 отримав «загалом позитивні» відгуки у версії для PS2 та Xbox, тоді як версії для ПК та GameCube отримали «змішані або середні» оцінки, згідно з агрегатором Metacritic. У 2003 році гру було нагороджено званням «Гоночна гра року на консолях».
У ньому представлені автомобілі різних виробників високопродуктивних та екзотичних автомобілів. Гравці можуть змагатись у перегонах, використовуючи ці машини, або обрати поліцейського та переслідувати порушників швидкісного режиму.

## Ігровий процес
Need for Speed: Hot Pursuit 2 — це гоночна гра з акцентом на ухилення від поліції та на передових трасах з довгими зрізками. Це випливає з ігрового процесу та стилю одного з його попередників, Need for Speed III: Hot Pursuit. Пропонуються два основних режими гри: Чемпіонат світу з гонок, в якому гравець змагається проти інших водіїв у серії гонок, та Hot Pursuit Ultimate Racer, який додає до гонок поліцію. В останньому гравці повинні закінчити гонки, одночасно уникаючи захоплення.
Need for Speed: Hot Pursuit 2 являє собою аркадну гоночну гру, виконану у 3D графіці. У грі присутні 5 режимів: «Гонка з переслідуваннями», «Чемпіонат», «Одиночне змагання», «Мережева гра» і «Швидкий заїзд». У перших двох режимах гравець повинен проходити гоночні змагання по турнірних сходах. У «Гонці з переслідуваннями» акцент робиться на поліцейські гонитви, в той час як «Чемпіонат» передбачає турніри і гонки на час (в «Чемпіонаті» гравця не переслідує поліція). За перше, друге і третє місця гравець отримує золоту, срібну та бронзову медаль відповідно. У «Одиночному змаганні» гравець може сам налаштувати гонку (наприклад, кількість суперників і складність), обрати трасу, кількість кіл і автомобіль. У «Мережевій грі» можна брати участь в гонці з іншими гравцями по локальній мережі чи через Інтернет. У режимі «Швидкий заїзд» гонка, автомобіль і траса обираються випадковим чином. За перемогу, відхід від поліції і багато іншого в будь-яких заїздах гравцеві нараховуються очки NFS, і чим більше цих очок зароблено, тим більше відкривається трас і автомобілів.
Need for Speed Hot Pursuit 2 містить не один, а два повних режими кар'єри, по одному для кожного основного ігрового режиму, «Гонка з переслідуваннями» та «Чемпіонат». Дерева подій сильно відрізняються між версіями для ПК / GC / Xbox та PS2.
У Hot Pursuit 2 існує кілька типів перегонів за меню. Доставка — це приурочений прийом з точки до точки, за якою переслідує поліція. Це схоже на місію доставки в Porsche Unleashed, в той час як переслідування поліції робить її більш складним. Спринт — це гонка за очками, коли учасники намагаються перейти з одного кінця в інший перед своїм суперником. Випробування часом дає гравцям три кола на рівні, причому мета полягає в тому, щоб обіграти необхідний час, щоб отримати золоту, срібну чи бронзову медалі. Нокаут у колі вибуває останнього гонщика наприкінці кожного кола, допоки один гравець не залишиться переможцем. Нокаут дотримується подібного принципу, але виліт проводиться до останнього гонщика в кінці кожної гонки. Перегони, як правило, обмежені для певного класу автомобілів. Ближче до кінця режимів «Чемпіонат» та «Гонка з переслідуваннями» використовуються швидші машини, а відповідно складність зростає.
Гравець також має можливість грати в ролі поліцейського, який намагається заарештувати порушників швидкісного режиму. Гравець повинен зіткнутися з швидкісними машинами, кілька разів протаранивши швидкісний автомобіль, щоб вимкнути його, подібний до маневру PIT. Під час переслідування гравець повинен увімкнути своє світло та сирени. Будучи поліцейським, гравець може закликати барикаду, додаткові одиниці, блокпости з шипами та попросити допомоги у вертольота для допомоги у переслідуванні цільової машини. В кінці кожного заходу гравець отримує нагороду за кількість арештів. У версії PlayStation 2 цей режим називається «Ти коп», а у версіях для Windows, GameCube та Xbox він називається «Будь копом».
У грі представлені машини різних виробників. Один або кілька автомобілів доступні від таких виробників: Aston Martin, BMW, Chevrolet, Dodge, Ferrari, Ford, HSV, Jaguar, Lamborghini, Lotus, McLaren, Mercedes-Benz, Opel, Porsche та Vauxhall Motors. Багато транспортних засобів мають відкритий поліцейський варіант для відповідного режиму. Hot Pursuit 2 також містить автомобілі Need for Speed Edition, які є модернізованими версіями деяких стандартних автомобілів.
Гонки проходять у чотирьох середовищах, які відрізняються атмосферою, кожна з кількома унікальними трасами. Траси в навколишньому середовищі утворені різними дорогами, з'єднаними чи розділеними перекриттями. Вигаданий тропічний острів, що нагадує Гаваї, є найрізноманітнішим середовищем; траса проходить місто, а також поблизу вулкана, водоспаду, пляжу, тропічного лісу та двох сіл. Прибережне лісове середовище за своїм лісом і природою нагадує узбережжя Вашингтона. Середземноморське узбережжя, яке нагадує Грецію через стадіон та будівлю, що нагадує Парфенон. Нарешті, так звані альпійські середовища, що нагадують Аляску, є більш однорідними, з невеликими варіаціями, крім випадкових коротких скорочень. Версія для PlayStation 2 також містить пустельне середовище, що нагадує пустелю Сонора в Арізоні, яка іноді буває грозою в північноамериканському мусоні.
Версія для PlayStation 2 не передбачала режиму кар'єри. Натомість існує очкова система, коли машини купуються з виграних перегонів. Очки визначаються за колами, що виграються, та фінішному положенні. На деревах Чемпіонату та «Гарячого переслідування» додаткові бали присуджуються за виграш медалі. Якщо дерево завершено, додаткові бонусні гонки розблоковуються. Ці перегони включають найважчих учасників та найскладніші траси. У багатокористувацькому режимі для версії Windows гравці можуть розмістити ігровий сервер для гри в локальній мережі або Інтернеті. На додаток до цього, для публікації та пошуку таких серверів може використовуватися система зв'язків GameSpy в Інтернеті.

## Розробка
|                                         | Мінімальні                               | Рекомендовані                            |
| --------------------------------------- | ---------------------------------------- | ---------------------------------------- |
| Операційна система                      | Windows 98/ME/2000/XP                    | Windows 98/ME/2000/XP                    |
| Процесор                                | Pentium II (450 МГц)                     | Pentium III (800 МГц)                    |
| Оперативна пам'ять                      | 128 МБ                                   | 128 МБ чи вище                           |
| Об'єм вільного місця на жорсткому диску | 600 МБ                                   | 600 МБ                                   |
| Відеокарта                              | 16 МБ, сумісна з DirectX 8.1             | 32 МБ, сумісна з DirectX 8.1             |
| Дисплей                                 | 800х600, глибина кольору 16 біт чи краще | 800х600, глибина кольору 16 біт чи краще |
| Звукова карта                           | Аудіокарта, сумісна з DirectSound        | Аудіокарта, сумісна з DirectSound        |

Для кожної ігрової платформи були створені різні версії гри; версії для Xbox, GameCube та Microsoft Windows були розроблені EA Seattle, дочірньою компанією EA Canada, тоді як версія для PlayStation 2 була розроблена EA Black Box у Ванкувері, Британська Колумбія, Канада. PlayStation 2 була основною консоллю під час розробки, і завдяки цьому між нею та іншими версіями гри існує кілька відмінностей. Він працює на основі графічної бібліотеки EAL (EAGL), яка була використана в декількох інших іграх Need for Speed, а також в рушійних послідовностях для James Bond 007: Nightfire та James Bond 007: Agent Under Fire. Вона була відкрита у жовтні 2001 р. Hot Pursuit 2 також був присутній на стенді Electronic Arts під час E3 2002.
Багато машин, представлених у грі, були недоступні світовому ринку до самого виходу гри. Через це автомобілі моделювали шляхом відображення фотографій на передній, верхній та бічній площині використовуваної художньої програми. Потім 3D-художники екстраполювали форму з цих посилань. Були залучені консультанти, такі як каскадери, щоб допомогти команді зрозуміти, як поводитимуться водії та транспортні засоби у певних ситуаціях. Це, в свою чергу, дозволило команді ефективніше налаштувати гонщиків ШІ. Захоплення руху використовувалось для анімації персонажів під час послідовностей арешту. Ближче до кінця розробки Electronics Arts виявила, що лише версія PlayStation 2 отримає такі функції, як пустельні та дзеркальні траси, оскільки вони були додані пізно в процесі розробки, і EA Canada не мало часу для підготовки цих ресурсів на інших платформах.
Hot Pursuit 2 — перша гра Need for Speed, в якій звучить ліцензована рок-музика, а також техно-музика, написана контрактними виконавцями. У грі представлено кілька популярних виконавців звукозапису свого часу, таких як Uncle Kracker, The Humble Brothers та Hot Action Cop. Саундтрек гри складається з восьми вокальних рок-пісень та семи інструментальних рок- та електронних пісень, всі швидкі з елементами гранжу, хіп-хопу та репу. Вокальні пісні також представлені у другій, інструментальній версії. В ігрових режимах Be the Cop і Hot Pursuit інструментальні версії замінюють вокальні, що дозволяє уникнути затьмарення поліцейських радіо-повідомлень текстом пісні. У версії PlayStation 2 є можливість змінити, чи відтворюватимуться певні пісні на звичайних перегонах, гонках за гарячими переслідуваннями, в ігрових меню, або якщо вони взагалі не відтворюватимуться. Версія Xbox також дозволяє користувацькі саундтреки.

## Список машин
Need for Speed Hot Pursuit 2 пропонує наступні машини. Гонки та переслідування завжди проти автомобілів одного класу. Залежно від платформи, більшість автомобілів доступні як у стандартній, так і у вдосконаленій версії NFS. Деякі машини також доступні у версії для переслідування, і ними користуються поліцейські та гравець у режимі «Be The Cop». Окрім одного автомобіля, Ferrari 360 Modena, який з'являється лише у версії для PS2, всі машини доступні в тій чи іншій формі в обох версіях гри. Однак кожна версія гри класифікує різні групи автомобілів разом, тому для кожної версії представлений окремий список.
PC/GameCube/Xbox
| Клас | Машина                       | Стандарт | NFS   | Поліція |
| ---- | ---------------------------- | -------- | ----- | ------- |
| 1    | McLaren F1                   | є        | є     | немає   |
| 1    | McLaren F1 LM                | є        | є     | немає   |
| 1    | Mercedes-Benz CLK-GTR        | є        | є     | немає   |
| 1    | Ferrari F50                  | є        | є     | немає   |
| 2    | Aston Martin V12 Vanquish    | є        | є     | немає   |
| 2    | Ferrari 550 Barchetta        | є        | є     | немає   |
| 2    | Lamborghini Diablo 6.0 VT    | є        | є     | є       |
| 2    | Lamborghini Murcielago       | є        | є     | є       |
| 2    | Porsche Carrera GT (концепт) | є        | є     | немає   |
| 3    | Chevrolet Corvette Z06       | є        | є     | є       |
| 3    | Dodge Viper GTS              | є        | є     | є       |
| 3    | Ferrari 360 Spider           | є        | є     | немає   |
| 3    | Ford SVT Mustang Cobra R     | є        | є     | є       |
| 3    | HSV Coupe GTS                | є        | є     | є       |
| 3    | Porsche 911 Turbo            | є        | є     | немає   |
| 4    | BMW M5                       | є        | немає | є       |
| 4    | BMW Z8                       | є        | немає | немає   |
| 4    | Ford TS50                    | є        | є     | є       |
| 4    | Jaguar XKR Coupe             | є        | є     | немає   |
| 4    | Mercedes-Benz CL55 AMG       | є        | є     | немає   |
| 5    | Ford Crown Victoria          | немає    | немає | є       |
| 5    | Lotus Elise                  | є        | є     | немає   |
| 5    | Opel Speedster               | є        | є     | немає   |
| 5    | Vauxhall VX220               | є        | є     | немає   |

PlayStation 2
| Клас | Машина                       | Стандарт | NFS   | Поліція |
| ---- | ---------------------------- | -------- | ----- | ------- |
| A    | McLaren F1                   | є        | є     | немає   |
| A    | McLaren F1 LM                | є        | є     | немає   |
| A    | Mercedes-Benz CLK-GTR        | є        | є     | немає   |
| B    | Chevrolet Corvette Z06       | є        | є     | є       |
| B    | Dodge Viper GTS              | є        | є     | є       |
| B    | Ferrari F50                  | є        | є     | немає   |
| B    | Lamborghini Diablo 6.0 VT    | є        | є     | є       |
| B    | Lamborghini Murcielago       | є        | є     | є       |
| B    | Porsche 911 Turbo            | є        | є     | є       |
| B    | Porsche Carrera GT (концепт) | є        | є     | немає   |
| C    | Aston Martin V12 Vanquish    | є        | є     | немає   |
| C    | BMW Z8                       | є        | немає | немає   |
| C    | Ferrari 360 Spider           | є        | є     | немає   |
| C    | Ferrari 360 Modena Challenge | немає    | є     | немає   |
| C    | Ferrari 550 Barchetta        | є        | є     | немає   |
| C    | Ford SVT Mustang Cobra R     | є        | є     | є       |
| D    | BMW M5                       | є        | немає | є       |
| D    | HSV Coupe GTS                | є        | є     | є       |
| D    | Jaguar XKR Coupe             | є        | є     | немає   |
| E    | Ford Crown Victoria          | немає    | немає | є       |
| E    | Ford TS50                    | є        | є     | є       |
| E    | Lotus Elise                  | є        | є     | немає   |
| E    | Mercedes-Benz CL55 AMG       | є        | є     | немає   |
| E    | Opel Speedster               | є        | є     | немає   |
| E    | Vauxhall VX220               | є        | є     | немає   |

## Події

### PC/GameCube/Xbox

#### Гонка з переслідуваннями
| №  | Назва події                                | Доступні автомобілі                                                                                                 | Кількість кіл/гонок/час | Вимога для бронзи | Вимога для срібла | Вимога для золота | Нагорода за бронзу | Нагорода за срібло | Нагорода за золото |
| -- | ------------------------------------------ | --- | ----------------------- | ----------------- | ----------------- | ----------------- | ------------------ | ------------------ | ------------------ |
| 1  | Доставка Lotus Elise                       | Lotus Elise | 5 хвилин 30 секунд      | 5:30.00           | 5:00.00           | 4:30.00           | 150 очок           | 450 очок           | 1500 очок          |
| 2  | Середземноморське змагання                 | Lotus Elise Vauxhall VX220 Opel Speedster                                                                           | 2 кола                  | 3-тє місце        | 2-ге місце        | 1-е місце         | 300 очок           | 900 очок           | 3000 очок          |
| 3  | Осіннє класичне вибування                  | Opel Speedster | 5 кіл                   | 3-тє місце        | 2-ге місце        | 1-е місце         | 300 очок           | 900 очок           | 3000 очок          |
| 4  | Острівне вибування на BMW                  | BMW Z8 BMW M5 | 3 кола                  | 3-тє місце        | 2-ге місце        | 1-е місце         | 750 очок           | 2500 очок          | 7500 очок          |
| 5  | Відкритий тропічний турнір                 | BMW Z8 Ford TS50 Mercedes-Benz CL55 AMG Jaguar XKR Coupe BMW M5                                                     | 3 гонки                 | 3-тє місце        | 2-ге місце        | 1-е місце         | 750 очок           | 2500 очок          | 7500 очок          |
| 6  | Середземноморський туристичний виклик      | BMW M5 Mercedes-Benz CL55 AMG Ford TS50                                                                             | 3 кола                  | 3-тє місце        | 2-ге місце        | 1-е місце         | 750 очок           | 2500 очок          | 7500 очок          |
| 7  | Тропічний виклик General Motors            | Opel Speedster Vauxhall VX220                                                                                       | 2 кола                  | 3-тє місце        | 2-ге місце        | 1-е місце         | 750 очок           | 2500 очок          | 7500 очок          |
| 8  | Квота в парку                              | BMW M5 HSV Coupe GTS                                                                                                | 5 хвилин                | 3 штрафи          | 5 штрафів         | 7 штрафів         | 2500 очок          | 8000 очок          | 20 000 очок        |
| 9  | Виклик на Mercedes-Benz CL55 AMG           | Mercedes-Benz CL55 AMG                                                                                              | 2 кола                  | 3-тє місце        | 2-ге місце        | 1-е місце         | 1500 очок          | 5000 очок          | 15 000 очок        |
| 10 | Вибування в парку                          | BMW Z8 Ford TS50 Mercedes-Benz CL55 AMG Jaguar XKR Coupe BMW M5                                                     | 3 кола                  | 3-тє місце        | 2-ге місце        | 1-е місце         | 1500 очок          | 5000 очок          | 15 000 очок        |
| 11 | Змагання на BMW M5                         | BMW M5 | 3 кола                  | 3-тє місце        | 2-ге місце        | 1-е місце         | 2500 очок          | 8000 очок          | 20 000 очок        |
| 12 | Австралійський турнір за запрошенням       | Ford TS50 HSV Coupe GTS                                                                                             | 4 гонки                 | 3-тє місце        | 2-ге місце        | 1-е місце         | 2500 очок          | 8000 очок          | 20 000 очок        |
| 13 | Доставка BMW Z8                            | BMW Z8 | 7 хвилин 30 секунд      | 7:30.00           | 7:00.00           | 6:45.00           | 1500 очок          | 5000 очок          | 15 000 очок        |
| 14 | Виклик нокауту на Каліпсо                  | BMW Z8 Ford TS50 Mercedes-Benz CL55 AMG Jaguar XKR Coupe BMW M5                                                     | 5 кіл                   | 3-тє місце        | 2-ге місце        | 1-е місце         | 1500 очок          | 5000 очок          | 15 000 очок        |
| 15 | Квота на Падаючих вітрах                   | Ford Crown Victoria Ford TS50                                                                                       | 5 хвилин                | 3 штрафи          | 5 штрафів         | 7 штрафів         | 2500 очок          | 8000 очок          | 20 000 очок        |
| 16 | Битва Ford & Chevy                         | Chevrolet Corvette Z06 Ford Mustang SVT Cobra R                                                                     | 2 кола                  | 3-тє місце        | 2-ге місце        | 1-е місце         | 5000 очок          | 15 000 очок        | 50 000 очок        |
| 17 | Американський лісовий турнір               | Chevrolet Corvette Z06 Dodge Viper GTS Ford Mustang SVT Cobra R                                                     | 3 гонки                 | 3-тє місце        | 2-ге місце        | 1-е місце         | 3500 очок          | 10 000 очок        | 35 000 очок        |
| 18 | Доставка Ferrari 360 Spider                | Ferrari 360 Spider                                                                                                  | 5 хвилин 15 секунд      | 5:15.00           | 5:00.00           | 4:45.00           | 3500 очок          | 10 000 очок        | 35 000 очок        |
| 19 | Круїзна гонка на кабріолетах               | BMW Z8 Ferrari 360 Spider Ferrari 550 Barchetta Porsche Carrera GT                                                  | 3 кола                  | 3-тє місце        | 2-ге місце        | 1-е місце         | 5000 очок          | 15 000 очок        | 50 000 очок        |
| 20 | Битва Dodge & Chevy                        | Chevrolet Corvette Z06 Dodge Viper GTS                                                                              | 3 кола                  | 3-тє місце        | 2-ге місце        | 1-е місце         | 5000 очок          | 15 000 очок        | 50 000 очок        |
| 21 | Прибережний нокаут                         | Chevrolet Corvette Z06 Dodge Viper GTS Ferrari 360 Spider Porsche 911 Turbo HSV Coupe GTS Ford SVT Mustang Cobra R  | 5 кіл                   | 3-тє місце        | 2-ге місце        | 1-е місце         | 3500 очок          | 10 000 очок        | 35 000 очок        |
| 22 | Загальноамериканський турнір               | Chevrolet Corvette Z06 Dodge Viper GTS Ford SVT Mustang Cobra R                                                     | 6 гонок                 | 3-тє місце        | 2-ге місце        | 1-е місце         | 3500 очок          | 10 000 очок        | 35 000 очок        |
| 23 | Доставка Lamborghini Murcielago            | Lamborghini Murcielago                                                                                              | 3 хвилини 50 секунд     | 3:50.00           | 3:30.00           | 3:15.00           | 5000 очок          | 15 000 очок        | 50 000 очок        |
| 24 | Квота на Винній країні                     | Lamborghini Diablo 6.0 VT Lamborghini Murcielago                                                                    | 5 хвилин                | 4 штрафи          | 6 штрафів         | 8 штрафів         | 10 000 очок        | 40 000 очок        | 100 000 очок       |
| 25 | Осінній спринт                             | Aston Martin V12 Vanquish Ferrari 550 Barchetta Lamborghini Diablo 6.0 VT Lamborghini Murcielago Porsche Carrera GT | спринт                  | 3-тє місце        | 2-ге місце        | 1-е місце         | 7500 очок          | 25 000 очок        | 75 000 очок        |
| 26 | Битва Lamborghini & Porsche                | Lamborghini Diablo 6.0 VT Lamborghini Murcielago Porsche 911 Turbo Porsche Carrera GT                               | 3 кола                  | 3-тє місце        | 2-ге місце        | 1-е місце         | 7500 очок          | 25 000 очок        | 75 000 очок        |
| 27 | Вибування на Mercedes-Benz CLK GTR         | Mercedes-Benz CLK GTR                                                                                               | 3 кола                  | 3-тє місце        | 2-ге місце        | 1-е місце         | 10 000 очок        | 40 000 очок        | 100 000 очок       |
| 28 | Доставка Ferrari 550 Barchetta Pininfarina | Ferrari 550 Barchetta                                                                                               | 6 хвилин 30 секунд      | 6:30.00           | 6:15.00           | 6:00.00           | 10 000 очок        | 40 000 очок        | 100 000 очок       |
| 29 | Supercar Open                              | Mercedes-Benz CLK GTR Ferrari F50 McLaren F1 McLaren F1 LM                                                          | 3 гонки                 | 3-тє місце        | 2-ге місце        | 1-е місце         | 7500 очок          | 25 000 очок        | 75 000 очок        |
| 30 | Виклик на Lamborghini Diablo               | Lamborghini Diablo 6.0 VT                                                                                           | 3 кола                  | 3-тє місце        | 2-ге місце        | 1-е місце         | 7500 очок          | 25 000 очок        | 75 000 очок        |
| 31 | Квота на острові Пальм-Сіті                | Chevrolet Corvette Z06 Dodge Viper GTS Ford SVT Mustang Cobra R Porsche 911 Turbo                                   | 5 хвилин                | 4 штрафи          | 6 штрафів         | 8 штрафів         | 10 000 очок        | 40 000 очок        | 100 000 очок       |
| 32 | Німецький турнір                           | Mercedes-Benz CLK GTR Porsche Carrera GT                                                                            | 4 гонки                 | 3-тє місце        | 2-ге місце        | 1-е місце         | 15 000 очок        | 60 000 очок        | 150 000 очок       |
| 33 | Доставка McLaren F1 LM                     | McLaren F1 LM | 3 хвилини 5 секунд      | 3:05.00           | 2:50.00           | 2:35.00           | 15 000 очок        | 60 000 очок        | 150 000 очок       |

#### Чемпіонат
| №  | Назва події                                        | Доступні автомобілі                                                                                                 | Кількість кіл/гонок/час на коло | Вимога для бронзи | Вимога для срібла | Вимога для золота | Нагорода за бронзу | Нагорода за срібло | Нагорода за золото |
| -- | -------------------------------------------------- | --- | ------------------------------- | ----------------- | ----------------- | ----------------- | ------------------ | ------------------ | ------------------ |
| 1  | Випробування часом на Opel Speedster               | Opel Speedster | 3 кола/3 хвилини 15 секунд      | 3:15.00           | 3:00.00           | 2:40.00           | 150 очок           | 450 очок           | 1500 очок          |
| 2  | Чемпіонат Vauxhall                                 | Vauxhall VX220 | 2 кола                          | 3-тє місце        | 2-ге місце        | 1-е місце         | 300 очок           | 900 очок           | 3000 очок          |
| 3  | Виліт на Падаючих вітрах                           | Lotus Elise Vauxhall VX220 Opel Speedster                                                                           | 4 кола                          | 3-тє місце        | 2-ге місце        | 1-е місце         | 300 очок           | 900 очок           | 3000 очок          |
| 4  | Багатонаціональне змагання                         | BMW Z8 Ford TS50 Mercedes-Benz CL55 AMG Jaguar XKR Coupe BMW M5                                                     | 2 кола                          | 3-тє місце        | 2-ге місце        | 1-е місце         | 750 очок           | 2500 очок          | 7500 очок          |
| 5  | Турнір чемпіонату 1                                | Lotus Elise Vauxhall VX220 Opel Speedster                                                                           | 4 гонки                         | 3-тє місце        | 2-ге місце        | 1-е місце         | 750 очок           | 2500 очок          | 7500 очок          |
| 6  | Випробування часом на BMW M5                       | BMW M5 | 3 кола/2 хвилини 15 секунд      | 2:15.00           | 2:05.00           | 1:55.00           | 750 очок           | 2500 очок          | 7500 очок          |
| 7  | Palm City Open                                     | BMW Z8 Ford TS50 Mercedes-Benz CL55 AMG Jaguar XKR Coupe BMW M5                                                     | 2 кола                          | 3-тє місце        | 2-ге місце        | 1-е місце         | 750 очок           | 2500 очок          | 7500 очок          |
| 8  | Випробування часом на Mercedes-Benz CL55 AMG       | Mercedes-Benz CL55 AMG                                                                                              | 3 кола/3 хвилини 20 секунд      | 3:20.00           | 3:10.00           | 3:00.00           | 2500 очок          | 8000 очок          | 20 000 очок        |
| 9  | Альпійський турнір на BMW                          | BMW Z8 BMW M5 | 3 гонки                         | 3-тє місце        | 2-ге місце        | 1-е місце         | 1500 очок          | 5000 очок          | 15 000 очок        |
| 10 | Випробування часом на Jaguar XKR                   | Jaguar XKR Coupe | 3 кола/3 хвилини                | 3:00.00           | 2:50.00           | 2:40.00           | 1500 очок          | 5000 очок          | 15 000 очок        |
| 11 | Австралійське змагання                             | HSV Coupe GTS Ford TS50                                                                                             | 3 кола                          | 3-тє місце        | 2-ге місце        | 1-е місце         | 2500 очок          | 8000 очок          | 20 000 очок        |
| 12 | Укус змії                                          | Dodge Viper GTS Ford SVT Mustang Cobra R                                                                            | 3 кола                          | 3-тє місце        | 2-ге місце        | 1-е місце         | 2500 очок          | 8000 очок          | 20 000 очок        |
| 13 | Вибування General Motors                           | Chevrolet Corvette Z06 Dodge Viper GTS Vauxhall VX220 Opel Speedster                                                | 5 кіл                           | 3-тє місце        | 2-ге місце        | 1-е місце         | 1500 очок          | 5000 очок          | 15 000 очок        |
| 14 | Турнір чемпіонату 2                                | BMW Z8 Ford TS50 Mercedes-Benz CL55 AMG Jaguar XKR Coupe BMW M5                                                     | 4 гонки                         | 3-тє місце        | 2-ге місце        | 1-е місце         | 1500 очок          | 5000 очок          | 15 000 очок        |
| 15 | Закордонний спринт                                 | Ferrari 360 Spider Porsche 911 Turbo HSV Coupe GTS                                                                  | спринт                          | 3-тє місце        | 2-ге місце        | 1-е місце         | 2500 очок          | 8000 очок          | 20 000 очок        |
| 16 | Острівне вибування                                 | Ferrari 360 Spider Porsche 911 Turbo HSV Coupe GTS                                                                  | 3 кола                          | 3-тє місце        | 2-ге місце        | 1-е місце         | 5000 очок          | 15 000 очок        | 50 000 очок        |
| 17 | Американський спринт                               | Chevrolet Corvette Z06 Dodge Viper GTS Ford Mustang SVT Cobra R                                                     | спринт                          | 3-тє місце        | 2-ге місце        | 1-е місце         | 3500 очок          | 10 000 очок        | 35 000 очок        |
| 18 | Середземноморський Open                            | Dodge Viper GTS Ferrari 360 Spider Porsche 911 Turbo                                                                | 3 гонки                         | 3-тє місце        | 2-ге місце        | 1-е місце         | 3500 очок          | 10 000 очок        | 35 000 очок        |
| 19 | Змагання «Поні кар»                                | Ford SVT Mustang Cobra R                                                                                            | 4 кола                          | 3-тє місце        | 2-ге місце        | 1-е місце         | 5000 очок          | 15 000 очок        | 50 000 очок        |
| 20 | Вибування на Porsche 911 Turbo                     | Porsche 911 Turbo                                                                                                   | 3 кола                          | 3-тє місце        | 2-ге місце        | 1-е місце         | 5000 очок          | 15 000 очок        | 50 000 очок        |
| 21 | Турнір чемпіонату 3                                | Chevrolet Corvette Z06 Dodge Viper GTS Ferrari 360 Spider Ford SVT Mustang Cobra R HSV Coupe GTS Porsche 911 Turbo  | 4 гонки                         | 3-тє місце        | 2-ге місце        | 1-е місце         | 3500 очок          | 10 000 очок        | 35 000 очок        |
| 22 | Змагання «Porsche проти Ferrari»                   | Ferrari 360 Spider Porsche 911 Turbo                                                                                | спринт                          | 3-тє місце        | 2-ге місце        | 1-е місце         | 3500 очок          | 10 000 очок        | 35 000 очок        |
| 23 | Випробування часом на Ferrari                      | Ferrari 360 Spider Ferrari 550 Barchetta                                                                            | 3 кола/2 хвилини 40 секунд      | 2:40.00           | 2:30.00           | 2:20.00           | 5000 очок          | 15 000 очок        | 50 000 очок        |
| 24 | Випробування часом на Lamborghini                  | Lamborghini Diablo 6.0 VT Lamborghini Murcielago                                                                    | 3 кола/1 хвилина 55 секунд      | 1:55.00           | 1:45.00           | 1:35.00           | 10 000 очок        | 40 000 очок        | 100 000 очок       |
| 25 | Осіннє класичне вибування                          | Aston Martin V12 Vanquish Ferrari 550 Barchetta Lamborghini Diablo 6.0 VT Porsche Carrera GT                        | 7 кіл                           | 3-тє місце        | 2-ге місце        | 1-е місце         | 7500 очок          | 25 000 очок        | 75 000 очок        |
| 26 | Вибування «Ferrari проти Lamborghini»              | Ferrari 550 Barchetta Lamborghini Diablo 6.0 VT Lamborghini Murcielago                                              | 5 кіл                           | 3-тє місце        | 2-ге місце        | 1-е місце         | 7500 очок          | 25 000 очок        | 75 000 очок        |
| 27 | Випробування часом на Porsche Carrera GT (концепт) | Porsche Carrera GT                                                                                                  | 3 кола/1 хвилина 35 секунд      | 1:35.00           | 1:25.00           | 1:15.00           | 10 000 очок        | 40 000 очок        | 100 000 очок       |
| 28 | Класичне змагання у Редвуді                        | Mercedes-Benz CLK GTR Ferrari F50 McLaren F1 McLaren F1 LM                                                          | 3 гонки                         | 3-тє місце        | 2-ге місце        | 1-е місце         | 10 000 очок        | 40 000 очок        | 100 000 очок       |
| 29 | Випробування часом на Aston Martin V12 Vanquish    | Aston Martin V12 Vanquish                                                                                           | 3 кола/2 хвилини 55 секунд      | 2:55.00           | 2:45.00           | 2:35.00           | 7500 очок          | 25 000 очок        | 75 000 очок        |
| 30 | Турнір чемпіонату 4                                | Aston Martin V12 Vanquish Ferrari 550 Barchetta Lamborghini Diablo 6.0 VT Lamborghini Murcielago Porsche Carrera GT | 4 гонки                         | 3-тє місце        | 2-ге місце        | 1-е місце         | 7500 очок          | 25 000 очок        | 75 000 очок        |
| 31 | Спринт на Ferrari F50                              | Ferrari F50 | спринт                          | 3-тє місце        | 2-ге місце        | 1-е місце         | 10 000 очок        | 40 000 очок        | 100 000 очок       |
| 32 | Турнір чемпіонату 5                                | Ferrari F50 Mercedes-Benz CLK GTR McLaren F1 McLaren F1 LM                                                          | 4 гонки                         | 3-тє місце        | 2-ге місце        | 1-е місце         | 15 000 очок        | 60 000 очок        | 150 000 очок       |
| 33 | Змагання на McLaren                                | McLaren F1 McLaren F1 LM                                                                                            | спринт                          | 3-тє місце        | 2-ге місце        | 1-е місце         | 15 000 очок        | 60 000 очок        | 150 000 очок       |

## Саундтрек
Need for Speed: Hot Pursuit 2 — перша гра серії, в якій була використана рок-музика, ліцензована під лейблом EA Trax (на момент випуску гри — «EA GamesTM Trax») разом з електронною музикою, складеною контрактними музикантами. Над музикою працювала група Hot Action Cop («Fever for the Flava» і «Going Down on It»), а також Метт Реган («Bundle of Clang», «Cone of Silence» та «Flam Dance») і Ром Ді Пріско («Cycloid»), знайомі по роботі над композиціями до попередніх частин серії, і інші. Саундтрек складається з восьми вокальних пісень в стилі рок та семи інструментальних і електронних пісень в швидкому темпі, з елементами гранжу, хіп-хопу і репу. У вокальних пісень також є друга інструментальна версія, яка використовується в режимах гри «Be the Cop» і «Hot Pursuit», щоб уникнути неясностей у повідомленнях поліції по радіо. У версії для PlayStation 2 є можливість налаштувати список відтворюваних пісень в різних режимах гри, а у версії для Xbox є можливість додавання користувальницької музики.

## Відмінності версій
- Різне моделювання автомобілів та версії автомобілів.
- Версія для PS2 пропонує режим розділеного екрану (два гравці), тоді як версія PC / GC / XBox пропонує багатокористувацьку програму через LAN / Інтернет, що працює на базі GameSpy.
- Великі відмінності в дизайні доріжок та три додаткові доріжки у версії для PS2.
- Версія PC / GC / XBox пропонує «дзеркальні» версії кожного треку, а також пряму та зворотну версії, пропоновані обома версіями.
- Більше автомобілів доступні як версії для переслідування у версії PC / GC / Xbox.
- Дві версії по-різному групують машини в класи. Наприклад, Ferrari 550 Barchetta змагається проти набагато швидших автомобілів у версії PC / GC / XBox, ніж у версії PS2.
- Немає «опції прискорення швидкості» у версії PC / GC / Xbox в режимі «Be The Cop».
- Різна фізична модель та характеристики керування.
- Версія PS2 пропонує вибір між характеристиками керованості «Класичний» та «Екстремальний»; версія PC / GC / XBox цього не робить.
- Версія PC / GC / XBox страждає від певного «відставання» керування приблизно на 0,5 секунди. Хоча на рульове керування це не впливає, воно впливає на прискорення та гальмування і навіть поширюється на взаємодію автомобіля з навколишнім середовищем — наприклад, при наборі повітря під час стрибка звук «гоночного двигуна» відтворюється після затримки 0,5 секунди. Існує занепокоєння, що ця затримка також переноситься на розрахунки тяги та глибші частини фізичної моделі. Найпростіший спосіб це продемонструвати — просто натиснути на гудок і помітити затримку перед тим, як прозвучить звуковий сигнал.
- Різна система меню та внутрішньоігровий інтерфейс HUD.
- Версія PC / GC / Xbox дозволяє переключатися між наявними автомобілями під час турніру; версія для PS2 цього не робить.
- Версія для PS2 забезпечує більше відгуків у грі, із повідомленнями про записи кіл під час проходження фінішної лінії, повідомленнями про досягнення максимальної швидкості тощо. Версія PC / GC / XBox оголошує лише про останнє коло та нагороди медалями.
- Події в режимі чемпіонату у версії для PS2 включають дорожні машини. Трафік відсутній на заходах чемпіонату у версії PC / GC / XBox.
- Версія для PS2 надає гравцеві певний контроль над функцією «Zone Camera», що дозволяє в будь-який час здійснити обертання навколо автомобіля на 360 градусів, а також камеру «Погляд вперед», яка корисна для розвідки поліцейських блокпостів.
- Цілком різні дерева подій.
- Різні системи розблокування — PC / GC / Xbox дозволяє купувати розблоковувані елементи з накопиченими балами, тоді як версія PS2 встановлює розблокування для кожного досягнення.
- Затримання порушників швидкісного режиму у режимах «Be The Cop» / «You're The Cop» дуже різне — версія PS2 вимагає зупинки та затримання порушника (їх 4, за це нараховується по 2000 очок), тоді як версія PC / GC / Xbox просить лише пробити порушника своїм патрульним автомобілем.
- Система відтворення PC / GC / Xbox відтворюється лише тоді, коли гравець побачив гонку, тоді як версія PS2 дозволяє обрати параметри камери.
- Версія PS2 відстежує широкий спектр найкращих кіл та загальний час змагань для кожної траси у п'яти класах автомобілів; у версії для ПК / GC / Xbox немає.
- Кожна версія пропонує різні транспортні засоби. Автобуси та фургони, доступні у версії для ПК, у версії для PS2 відсутні.
- Поліцейських можна знищити під час переслідувань у версії PS2, врізавши їх у стіни, трафік тощо. У той час вони вимагають евакуатора, і вони виходять з переслідування. Поліція PC / GC / XBox здається незнищенною.
- Версія для PS2 показує розташування блокпостів на міні-карті. Вони не відображаються у версії для ПК / GC / XBox.
- Версія PS2 моделює обмежувач обертів при досягненні верхньої межі (ручної) передачі, в результаті чого швидкість двигуна та дороги коливається приблизно на 5 км / год. Версія для ПК / GC / Xbox цього не моделює; швидкість двигуна та дороги просто перестають збільшуватися і залишаються рівномірними на кінці передачі.

## Оцінки та думки
Need for Speed: Hot Pursuit 2 отримав «загалом позитивні» відгуки на PlayStation 2 та Xbox, тоді як версії для Windows та GameCube отримали «змішані або середні» відгуки, згідно з агрегатором оглядів Metacritic. У 2003 році гра була нагороджена званням «Гоночна гра року на консолях» на 6-й щорічній премії «Інтерактивні досягнення». Це стало другою нагородою щорічної премії GameSpot «Найкраща гра водіння на GameCube», яку отримав NASCAR: Dirt to Daytona.
Гра отримала похвалу під час дебюту в E3 і до виходу. Джефф Герстманн з GameSpot зазначив, що «шанувальники оригінальної гри „Hot Pursuit“, швидше за все, знайдуть багато чого, що сподобається „Hot Pursuit 2“, коли вона постачається». Девід Сміт з IGN схвалив повернення до поліцейської гонитви. Він заявив, що Black Box «повернувся до найкращої гри в серії Need for Speed (давай, це було) і вирішив створити її продовження».
Maxim дав версії для PlayStation 2 ідеальні п'ять з п'яти зірок і заявив, що «вона не лише дає вам ключі від більш ніж 20 екзотичних автомобілів, але і дарує вам неперевершену радість залишати дорожніх поліцейських у пилу». Entertainment Weekly дав грі B+ і заявив: «Вбивчі аерофотознімки, інтенсивні гонитви та наповнений скелею саундтрек роблять приголомшливу поїздку». BBC Sport дав версії для GameCube оцінку 80 % та заявив, що «З великою кількістю гоночних викликів він повинен мати пристойну кількість довголіття, але їх повторюваність може бути вдячна для деяких». AllGame також дав версії PlayStation 2 оцінку 4 зірки з п'яти і сказав, що «пропонує вражаючу кількість аркадних розваг, підкріплених кількістю та різноманітністю трас, складним режимом „Гарячі переслідування“ та відмінною лінійкою транспортних засобів».